# Madonna della Ghiara, san Pietro, san Carlo Borromeo, un angelo e un donatore
La Madonna della Ghiara con san Pietro, san Carlo Borromeo, un angelo e un donatore è un dipinto a olio su tela (229x155 cm) di Giovanni Francesco Barbieri, detto Guercino, databile al 1618 e conservato nella Civica Pinacoteca il Guercino di Cento.

## Storia
«Fece nella chiesa di S. Pietro di Cento un S. Pietro pentito della negatione, con altre figure in detta chiesa, e in S. Bernardino», riporta Carlo Cesare Malvasia nella Felsina Pittrice. La creazione della tela, secondo Malvasia, precede la chiamata del Guercino a Ferrara da parte del cardinal legato Jacopo Serra, avvenuta nel 1619.  

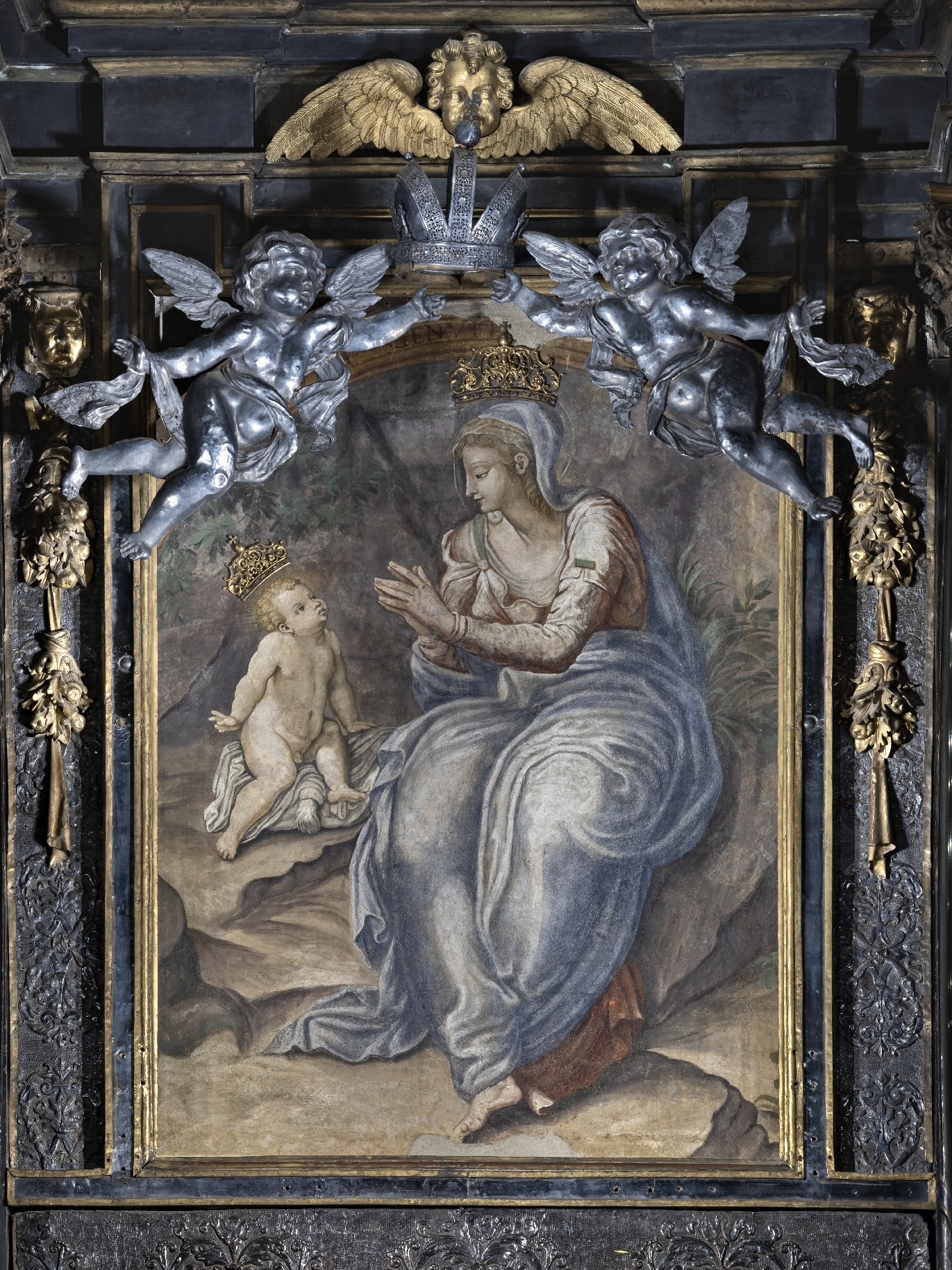
Madonna della Ghiara, affresco di Giovanni Bianchi detto il Bertone (1569), Santuario della Beata Vergine della Ghiara, Reggio Emilia. Foto Carlo Vannini, Musei Civici di Reggio Emilia, CC BY-SA 4.0.

Nella prima edizione dell'opera era presente un errore, poiché a Cento non esiste alcuna chiesa dedicata a san Bernardino. L'errore fu corretto nell'edizione del 1841, dove il testo fu modificato in «di San Bernardino», con ogni probabilità in riferimento alla tela San Bernardino da Siena prega la Madonna di Loreto. 
Anche Girolamo Baruffaldi menziona il dipinto specificando che si trovava nell'altare della famiglia Cavalieri in San Pietro, confermato da Righetti nel 1768. Fu requisito dalle truppe napoleoniche ed esposto al Louvre. Nel 1816 la pala ritornò in Italia e fu collocata provvisoriamente nell'Oratorio del Rosario di Cento, e nel 1839 confluì, insieme ad altri sette dipinti, nella Civica Pinacoteca di Cento, la cui costruzione era appena terminata. Secondo una tradizione riportata da Gaetano Atti, il personaggio inginocchiato in basso a destra sarebbe Ercole Dondini, il committente dell'opera.

## Iconografia

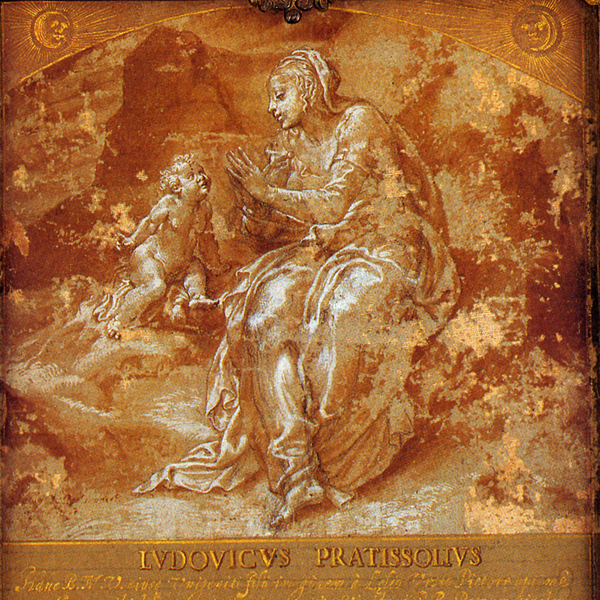
Disegno di Lelio Orsi per l’immagine miracolosa della Madonna della Ghiara, conservato nel museo del santuario di Reggio Emilia.

La Madonna di Reggio, o Madonna della Ghiara, era un affresco raffigurante la Vergine col Bambino, realizzato nel 1569 in una nicchia del muro dell’orto dei padri Serviti di Reggio Emilia. L'autore era Giovanni Bianchi, detto il Bertone, che su disegno di Lelio Orsi riprodusse un’antica immagine divenuta ormai illeggibile.
Nel 1596 l’affresco, già oggetto di venerazione popolare, fu staccato e trasferito in una piccola cappella, dopo che il 29 aprile dello stesso anno si era verificato un evento ritenuto miracoloso: un ragazzo sordomuto di nome Marchino, originario di Castelnuovo Monti, si sarebbe inginocchiato in preghiera davanti all'immagine e avrebbe improvvisamente riacquistato l’udito e la parola. Il fatto fu riconosciuto come miracoloso dalle autorità ecclesiastiche, suscitando un vasto movimento devozionale e attirando uno straordinario flusso di pellegrini.
Già l'anno successivo fu avviata la costruzione del Tempio della Beata Vergine della Ghiara a Reggio Emilia. La fama del miracolo si diffuse rapidamente in tutta la regione, raggiungendo anche l'area centese. In questo contesto, il giovane Guercino — che all’epoca aveva circa otto anni — realizzò un'immagine ispirata alla Madonna di Reggio, probabilmente copiata da una stampa e non da un originale pittorico, senza aver avuto ancora alcun maestro, ma guidato, come riferiscono Francesco Scannelli e Malvasia, «dal solo istinto di natura».
Il culto legato alla Madonna della Ghiara favorì la produzione di numerose repliche, tra cui rientra anche il dipinto qui analizzato. Lìiconografia adottata da Guercino, con la Vergine col Bambino, riprende fedelmente quella dell’affresco venerato, la cui fortuna si diffuse capillarmente, a partire dal 1596, attraverso copie pittoriche e incisioni. Tra queste, si segnala quella di Jan Sadeler I.
Il medesimo schema compositivo — con la Madonna seduta di profilo e il Bambino nudo adagiato su un cuscino — si ritrova anche in una pala di Giovanni Lanfranco, Madonna col Bambino e i santi Francesco e Rustico, databile ai primi anni del Seicento e oggi conservata al Museo di Capodimonte, a conferma della diffusione iconografica di questo soggetto nell’area emiliana e padana.

## Descrizione e stile
Come ricordato da Denis Mahon, iI Guercino dovette attenersi a precisi vincoli iconografici imposti dal committente, che condizionarono in modo significativo la composizione dell'opera. In particolare, fu richiesto che la figura della Madonna col Bambino ricalcasse fedelmente l'immagine miracolosa della Madonna della Ghiara venerata a Reggio Emilia. Un'ulteriore esigenza era la presenza del donatore, rappresentato in scala ridotta ma ben visibile in primo piano. L’invenzione compositiva del pittore si fonda sulla posizione preminente di san Pietro, titolare dell’altare, oltre che della chiesa, al quale era riservata una collocazione di particolare evidenza. In questo contesto, l’inserimento della figura di san Carlo Borromeo risultò problematico e comportò alcune difficoltà di bilanciamento formale. La pala presenta, nella parte superiore, la Madonna in trono tra le nubi, nell’atto di adorare il Bambino Gesù seduto su un cuscino. La scena si sviluppa su due registri: in basso, su un piano architettonico, compaiono san Pietro con le chiavi, lo sguardo rivolto verso l’alto, Carlo Borromeo in abiti cardinalizi, un angelo inginocchiato che indica verso la Vergine e, nell'angolo inferiore destro, il donatore, raffigurato in scala ridotta ma in posizione di rilievo. «Il ritratto del committente è un magnifico esempio di indagine fisionomica e psicologica, ma quella di sanPietro è la più avvincente.» L’intera composizione è impostata lungo una diagonale ascendente, che guida l’occhio dall’angolo del donatore fino alla Madonna, con un forte effetto teatrale amplificato dall’uso del chiaroscuro e dai gesti intensamente espressivi.
Tra tutte domina, per drammaticità ed energia, la figura di san Pietro che «dopo aver rinnegato il suo Maestro, grandemente di dolore commosso piange il suo fallo.» Il suo corpo massiccio, avvolto in un panneggio ocra ampio e plastico, è proteso verso il cielo in un gesto carico di pathos, con il gallo ai piedi a richiamare il triplice rinnegamento. Il volto scorciato e rigato dalle lacrime, colto nel momento del pentimento, è modellato dalla luce con particolare lirismo. Per intensità emotiva e impostazione compositiva, questa figura appare come una diretta anticipazione dell’Elia nutrito dai corvi della National Gallery di Londra. Dietro san Pietro si staglia la figura assorta di Carlo Borromeo, ritratto in raccoglimento: la contrapposizione fra l’atteggiamento penitenziale di Pietro e quello contemplativo del santo lombardo suggerisce un doppio percorso verso la santità, come fu spiegato da monsignor Baviera, attraverso il pentimento e la penitenza da un lato, e la carità e la preghiera dall’altro.
Al centro della composizione, sullo sfondo, si apre un paesaggio poetico e profondo, popolato da minuscole figure, secondo uno schema caro al Guercino in questi anni e che compare anche in altre sue opere coeve, come l’Elia nutrito dai corvi o il San Carlo in preghiera, in cui il paesaggio funge da sfondo simbolico e lirico.
Già nel 1621, le autorità del santuario tentarono di affidare al Guercino la decorazione della cappella Gabbi, ma senza successo, poiché il pittore era appena partito per Roma su invito di papa Gregorio XV. Nel 1624 Guercino, rientrato da Roma dopo la morte di Papa Ludovisi, ricevette la commissione per l’altare della comunità, esattamente di fronte all’immagine miracolosa della Madonna, dove realizzò una Crocifissione con la Vergine, la Maddalena, san Giovanni Evangelista e san Prospero, ritenuta uno dei suoi capolavori. In segno di gratitudine, la committenza gli donò una medaglia d’oro con l’effigie della Madonna di Reggio.

## Restauro
Il dipinto fu sottoposto a un intervento di restauro in occasione della mostra Omaggio al Guercino, tenutasi a Cento nel 1967. L'intervento fu eseguito da Rosa Alliana Montroni e descritto da Amalia Mezzetti nel catalogo della mostra. Il restauro comportò una doppia foderatura, il rafforzamento del telaio e una pulitura generale, che permise di rimuovere le vaste ridipinture ottocentesche che alteravano l’aspetto originario dell’opera. In particolare, fu recuperato il colore originale azzurro intenso della veste di san Pietro, in precedenza nascosto da una tinta scura e lavagna; analogamente furono ripristinati il manto della Vergine e quello dell’angelo.